# سارا بویاک
سارا بویاک (انگلیسی: Sarah Boyack؛ زادهٔ ۱۶ مهٔ ۱۹۶۱) یک سیاست‌مدار اهل بریتانیا است.